# Liisa Kauppinen
Liisa Kauppinen (* 12. Mai 1939 in Nurmo) ist eine finnische Menschenrechtsaktivistin, die als Kind ihr Gehör verlor. Nach ihrer Tätigkeit als Exekutivdirektorin des finnischen Gehörlosenverbands wurde sie 1995 als erste Frau zur Präsidentin des Weltverband der Gehörlosen ernannt. Sie hat sich international für die Chancen von Frauen mit Behinderungen eingesetzt und die Verwendung von Gebärdensprachen in Verbindung mit dem Übereinkommen über die Rechte von Menschen mit Behinderungen gefördert. 2013 wurde sie als erste Finnin mit dem Menschenrechtspreis der Vereinten Nationen ausgezeichnet. Im Jahr 2015 gründete der Weltbund der Gehörlosen den Dr. Liisa Kauppinen Fonds, um ihre Verdienste zu würdigen und Aktivitäten zur Stärkung gehörloser Mädchen und Frauen zu finanzieren. Im Jahr 2019 erhielt sie von der Light of the World Group einen Preis für ihr Lebenswerk.

## Biographie
Liisa Kauppinen wurde am 12. Mai 1939 in Nurmo geboren und verlor im Alter von fünf Jahren infolge einer Meningitis ihr Gehör.  Später besuchte sie eine Gehörlosenschule in Oulu. Kauppinen hat ihr Leben der Verbesserung der Bedingungen für Gehörlose und der Unterstützung von Menschenrechtsinitiativen gewidmet. 1976 wurde sie zur geschäftsführenden Direktorin des finnischen Gehörlosenverbands ernannt und hatte eine weitere Amtszeit von 1991 bis 2006 inne. Nach Führungspositionen beim Weltverband der Gehörlosen ab 1983 wurde sie 1995 die erste Präsidentin der Organisation. Sie hat sich ständig dafür eingesetzt, die Rechte gehörloser Menschen in Finnland und international zu fördern. Kauppinen spricht fließend Finnisch, Schwedisch, English, American Sign Language und International Sign.
Ein weiterer Schwerpunkt ihrer Arbeit waren die Frauenrechte, insbesondere von Frauen mit Behinderungen. Zur Förderung der Gleichstellung der Geschlechter initiierte sie internationale Projekte mit Gehörlosengemeinschaften in Afrika, Zentral- und Südostasien, Lateinamerika, dem Balkan und Nordwestrussland. Ihr engagierter Einsatz für Gebärdensprachen führte zu deren Aufnahme in die UN-Behindertenrechtskonvention. Für ihre Arbeit wurde sie 2013 mit dem Menschenrechtspreis der Vereinten Nationen ausgezeichnet.

## Bibliographie
- Kauppinen, Liisa; Jokinen, Markku: Including Deaf Culture and Linguistic Rights, Human Rights and Disability Advocacy, 2014, S. 131–145, ISBN 978-0-8122-4547-9, URL https://books.google.com/books?id=EZhgAQAAQBAJ&pg=PA131 (englisch)
- Liisa Kauppinen, Kuurojen liitto: Kuurot ja viestintä: Kuurojen liiton viestintäpoliittinen ohjelma. Kuurojen liitto, Helsinki 1997, ISBN 978-952-9883-14-1.
- Disability and human rights: speeches at the opening of the International Disability Centre, Ferney-Voltaire, France, 4 July 1997. International Disability Foundation, Geneva, Switzerland 1997 (englisch).
- Liisa Kauppinen, R Savisaari, M Suosalmi: One world one responsibility: X World Congress of the WFD, Finland 20.-28.7.1987. 1987 (englisch).